# Липке, Штефан
Штефан Липке (нем. Stephan Lipke; род. 31 декабря 1975, Эссен, Германия) — немецко-российский прелат, иезуит, избранный титулярным епископом Арены и вспомогательный епископ Преображенской епархии с центром в Новосибирске с 12 сентября 2024.

## Биография
Родился 31 декабря 1975 года в Эссене. Изучал философию и теологию в Боннском университете, который окончил в 2000 году. Кроме того, учился в высшей духовной семинарии Кёльна и в Папском Григорианском университете в Риме. 10 июня 2001 года был рукоположён в диаконы епископом Фридхельмом Хофманном, а 7 июня 2002 года — в священники кардиналом Йоахимом Мейснером.  
24 сентября 2006 года в Мюнхене начал новициат в Обществе Иисуса. 14 сентября 2008 года принёс первые обеты, а 18 мая 2019 года — вечные обеты. 
Служил в приходах Кёльна и Мюнхена, где, в частности, обучал взрослых катехизису. В 2011 году был направлен в Томск, где преподавал в католической гимназии, а в 2014—2017 гг. служил в храме Покрова Пресвятой Богородицы Царицы Святого Розария. В 2017 году защитил кандидатскую диссертацию по литературоведению  на тему «Антропология художественной прозы А. П. Чехова: неизреченность человека и архитектоника произведения» на филологическом факультете Томского государственного университета. 
2 апреля 2018 года назначен ректором Института святого Фомы в Москве. Кроме того, преподавал в Российском университете дружбы народов и в Свято-Филаретовском институте.  
С 2020 года занимал должность секретаря Конференции католических епископов России. 
12 сентября 2024 года папа Франциск назначил Штефана Липке титулярным епископом Арены и вспомогательным епископом Преображенской епархии в Новосибирске. Рукоположен во епископа 2 февраля 2025 года в Кафедральном соборе Преображения Господня в Новосибирске.